# Paleo (Spiel)
Paleo ist ein Kooperatives Spiel des Spieleautors Peter Rustemeyer, das 2021 bei dem deutschen Spieleverlag Hans im Glück Verlag sowie im selben Jahr international bei verschiedenen weiteren Verlagen erschien. Bei dem Spiel handelt es sich um ein thematisch in der Steinzeit angesiedeltes Spiel, bei dem die Mitspieler mit Kartendecks die Umgebung erkunden, Ressourcen und Nahrung sammeln, um zu überleben, und eine Höhlenmalerei erstellen, um gemeinsam gewinnen zu können.
Das Spiel gewann den Preis Kennerspiel des Jahres 2021. Der Name des Spiels bezieht sich auf Paläolithikum, einem Fachausdruck für die Altsteinzeit.

## Hintergrund und Spielmaterial
Paleo ist ein Spiel mit Karten, Würfeln und Ressourcen-Bausteinen, bei dem die Spieler eine Gruppe von Menschen in einem Stamm in der Steinzeit spielen. Es geht um das Erkunden der Umgebung, Sammeln von Ressourcen, Verwenden von Werkzeugen und das Überleben der Gruppe. Das Ziel des Spiels ist die Höhlenmalerei (in Form von fünf Siegpunktplättchen) zu erstellen. Das Spielmaterial besteht neben der Spielanleitung aus:
- 222 Spielkarten, davon
  - 32 Basiskarten,
  - 20 Menschen,
  - 16 Traum-Karten,
  - 8 Ideen-Karten
  - 22 Geheimnis-Karten,
  - 124 Modul-Karten,
- 3 Tableaus (Basislager, Wildnis, Nacht)
- 1 Friedhof,
- 1 Werkbank,
- 40 Ressourcen (Nahrung, Holz, Stein)
- 40 Schadensplättchen,
- 5 Totenkopfplättchen,
- 5 Siegpunktplättchen und
- 2 Würfeln.

## Spielweise

### Spielvorbereitung
Die drei Tableaus werden ausgelegt, Friedhof und Werkbank werden zusammengebaut und alle Werkzeugplättchen und Ressourcen sortiert auf dem Tisch ausgelegt. Die Karten werden in die Stapel Menschen, Träume und Ideen sortiert und gemischt. Jeder Spieler nimmt sich zwei verdeckte Menschen und legt sie offen vor sich ab.

### Spielregeln
Das Spiel beginnt mit der Tagphase, in der die Spieler verschiedene Orte in der Steinzeit erkunden. An den Orten (Wald, Fluss, Gebirge, Zuhause) stoßen sie auf Tiere, Pflanzen, Gefahren, Aufgaben und Geheimnisse. Pro Zug entscheidet jeder Spieler, welchen Ort er besucht, deckt eine Karte auf und führt die Optionen einer Karte aus.
Wenn in mehreren Zügen alle Aktionskarten für einen Tag gespielt wurden, beginnt die Nachtphase. In der Nacht müssen alle Menschen der Gruppe mit Nahrung versorgt werden und die Missionskarten ausgeführt werden. Danach werden die abgelegten Karten neu gemischt und auf die Spieler verteilt und ein neuer Tag beginnt. Tag- und Nachtphase wiederholen sich so lange, bis die Spieler den fünften Siegpunkt oder den fünften Totenkopf gesammelt haben.
Die Menschenkarten bringen eine von drei Fähigkeiten (Stärke, Wahrnehmung und Geschick) mit, um Aktionen durchzuführen. Manche bringen zusätzlich Werkzeuge wie Fackeln oder Seile mit. Alle Menschen haben eine gewisse Anzahl an Lebenspunkten, um Schaden aufzunehmen.
Die Spieler können mit den Menschen ihrer Gruppe oder auch gemeinsam, wenn sie sich mit anderen Spielern verbünden, Aktionen auf den aufgedeckten Aktionskarten ausführen. Dafür müssen sie Voraussetzungen erfüllen und Kosten bezahlen, um die Beute zu erhalten. Bei Gefahrenkarten erleidet die Gruppe einen Schaden.

### Spielende
Das Spiel endet sofort, wenn die Spieler gemeinsam gewonnen oder verloren haben.
- Ziel des Spiels ist, die Höhlenmalerei in Form von fünf Siegpunktplättchen fertigzustellen
- Verloren ist das Spiel, wenn die Spieler fünf Totenkopfplättchen erhalten haben.[3]

### Level und Module
Das Spiel variiert durch die zehn Module A bis J, von denen jeweils zwei für eine Partie verwendet werden. Die Module werden für die Level 1 bis 7 kombiniert. In den verschiedenen Leveln ändern sich die Aufgaben für die Gruppe und der Schwierigkeitsgrad erhöht sich.

## Ausgaben und Erweiterungen
Zu Paleo gibt es die Erweiterung Ein neuer Anfang sowie zusätzliche Kartendecks:
- Die Terrorvögel (Modul K)
- Der Initiationsritus (Modul L)
- Die Geistesblitze (Booster-Pack „Blitz“)
- Die Hornissen (Modul S)
- Der weiße Wal (Modul T)
- Die Höhlen (Modul U)

## Rezeption
Das Spiel wurde in zahlreichen Rezensionen überwiegend positiv beschrieben. Der Spielekritiker Harald Schrapers etwa bezeichnete es in seinem Blog games we play als „knifflige Herausforderung, (...) bei dem die Vielfalt so groß ist, dass auch eine Wiederholung selten zu einem puren Abarbeiten des Kartenstapels gerät.“ Kritisch wird die Spielanleitung bewertet, die oft noch Fragen offen lässt.
Udo Bartsch schrieb zu dem Spiel: „das Besondere an PALEO ist eben, dass das Spielerlebnis über Taktik und Mechanik hinausgeht. (...)PALEO transportiert Geschichten, jedes Szenario hat einen anderen Erzählfaden. Dass wir nicht jede Partie gewinnen, schafft atmosphärisch dichte Gruppenerlebnisse. Der Entdecker-Charakter des Spiels hält die Neugierde auf kommende Partien und Szenarien hoch.“ und bewertet es mit 6 Sternen (außerordentlich).

## Auszeichnungen
Das Spiel wurde 2021 als Kennerspiel des Jahres ausgezeichnet.
Die Jury des Spiel des Jahres schrieb dazu:

„Paleo gelingt es auf außergewöhnliche Weise, dynamische Geschichten und Bilder in den Köpfen der Gruppe entstehen zu lassen, die noch lange nach Spielende nachhallen.“

## Belege
1. ↑  The Laurels: Best Immersionist Games Of 2020. Abgerufen am 31. März 2024 (englisch).
2. ↑  2022 5 Seasons Best International Party&Coop Winner. BoardGameGeek, abgerufen am 31. März 2024 (englisch).
3. 1 2 3 4 5 6 7  
Offizielle Spielregeln für Paleo, Hans im Glück 2021.
4. ↑  
Harald Schrapers: Rezension auf dem Blog „games we play“. Abgerufen am 31. März 2024.
5. ↑  
Udo Bartsch: Rezension auf dem Blog „Rezensionen für Millionen“. 24. November 2020, abgerufen am 31. März 2024.
6. 1 2  
Paleo auf der Website des Spiel des Jahres e.V.